# Universitatea de Stat de Educație Fizică și Sport
Universitatea de Stat de Educație Fizică și Sport (USEFS) a fost o universitate publică din Chișinău (Republica Moldova).

## Facultăți
- Facultatea de Sport
- Facultatea de Pedagogie
- Facultatea Kinetoterapie
- Facultatea Protecție, Pază și Securitate

## Catedre
- Atletism
- Bazele Teoretice ale Culturii Fizice
- Drept
- Gimnastică
- Kinetoterapie
- Limbi Moderne
- Managementul Culturii Fizice
- Medicină sportivă
- Militară
- Natație și Turism
- Protecție, Pază și Securitate
- Probe Sportive Individuale
- Relații internaționale
- Științe Psihopedagogice și Socioumanistice
- Teoria și Metodica Jocurilor[2].

## Legături externe
- Site web oficial
- Lista instituțiilor de învațămînt-superior din Republica Moldova Arhivat în 18 iulie 2015, la Wayback Machine. la Edu.md
- USEFS Arhivat în 13 aprilie 2016, la Wayback Machine. la cnaa.acad.md